# ميلاد فخر الديني
ميلاد فخر الديني (26 مايو 1990 بكرمان في إيران - ) هو لاعب كرة قدم إيراني في مركز الدفاع. شارك مع منتخب إيران تحت 23 سنة لكرة القدم ومنتخب إيران لكرة القدم. أما مع النوادي، فقد لعب مع نادي استقلال طهران ونادي تراكتور سازي ونادي مس كرمان.

## وصلات خارجية
- ميلاد فخر الديني على موقع قاعدة بيانات كرة القدم.إي يو (الإنجليزية)
- ميلاد فخر الديني على موقع Soccerway.com (الإنجليزية)
- ميلاد فخر الديني على موقع عالم كرة القدم.نت (الإنجليزية)